# Lionychus maritimus
Lionychus maritimus es una especie de escarabajo de la familia Carabidae.

## Distribución geográfica
Se distribuye por la mitad sur de Europa: España, Italia y Francia.